# Carlo Castellaneta
Carlo Castellaneta (Milano, 8 febbraio 1930 – Palmanova, 28 settembre 2013) è stato uno scrittore e giornalista italiano.

## Biografia
Nato da padre pugliese e madre milanese, primo di quattro fratelli, iniziò giovanissimo a lavorare, prima in una galleria d'arte poi alla Arnoldo Mondadori Editore come correttore di bozze. Nel 1958 Elio Vittorini, consulente della casa editrice, lesse il manoscritto di Viaggio col padre e ne approvò la pubblicazione. Castellaneta iniziò così una lunga e prolifica carriera di narratore (con romanzi tradotti in inglese, francese, spagnolo e tedesco), ma anche di giornalista, come collaboratore del Corriere della Sera e di Storia illustrata, di cui fu anche direttore.
Il suo libro Gli incantesimi del 1968 gli valse il Premio Selezione Campiello
Buona parte della sua opera è dedicata alla città di Milano. Castellaneta fu anche presidente del Museo teatrale alla Scala. Dal suo romanzo Notti e nebbie fu tratta l'omonima miniserie televisiva diretta da Marco Tullio Giordana su sceneggiatura dello stesso Castellaneta.
Nel 1987, su proposta di Bettino Craxi, venne incluso tra i membri dell'Assemblea nazionale del PSI.
Affetto dalla malattia di Alzheimer, morì il 28 settembre 2013 all'ospedale di Palmanova in seguito alle complicanze di una polmonite, accudito dalla seconda moglie Caterina Zaina (figlia della scrittrice friulana Gina Marpillero) con cui viveva a Porpetto, in Friuli, dal 2006. Lasciò anche la figlia Paola, nata dal primo matrimonio, e il figlio Dario.

## Opere
- Viaggio col padre, Milano, A. Mondadori, 1958.
- Una lunga rabbia, Milano, Feltrinelli, 1961.
- Sédar Senghor, a cura di, Milano, Nuova Accademia, 1961.
- Villa di delizia, Milano, Rizzoli, 1965.
- Lettere di Garibaldi, a cura di, Milano, A. Mondadori, 1967.
- Gli incantesimi, Milano, Rizzoli, 1968,
- La dolce compagna, Milano, Rizzoli, 1970.
- La paloma, Milano, Rizzoli, 1972.
- Tante storie, Milano, Rizzoli, 1973.
- Racconti di sport, (con Arpino, Bevilacqua, Pasolini, Silori) Milano, Garzanti, 1974.
- Storia di Milano, Milano, il Milanese, 1974; Milano, Rizzoli, 1975.
- Notti e nebbie, Milano, Rizzoli, 1975.[4]
- Da un capo all'altro della città, Milano, Rizzoli, 1977.
- Professione poliziotto, presentazione di Giorgio Bocca, Firenze, Salani, 1978.
- Progetti di allegria, Milano, Rizzoli, 1978.
- Anni beati, Milano, Rizzoli, 1979.
- Gli anni del boom, Firenze, Le Monnier, 1979.
- Dizionario dei sentimenti, Milano, Rizzoli, 1980.
- Una città per due, Milano, Rizzoli, 1981.
- Un'infanzia italiana, Milano, Mursia, 1981.
- Effusioni, Milano, Rizzoli, 1982.
- Ombre, Milano, Rizzoli, 1982.
- Questioni di cuore, Milano, Rizzoli, 1983.
- Questa primavera, Milano, Rizzoli, 1984.
- Vita di Raffaele Gallo, Milano, Rizzoli, 1985. ISBN 88-17-66201-1.
- Gente famosa, Milano, Rizzoli, 1986. ISBN 88-17-85225-2.
- Passione d'amore, Milano, A. Mondadori, 1987. ISBN 88-04-30556-8.
- La mia Milano, Milano, A. Mondadori, 1988. ISBN 88-04-31218-1.
- Rapporti confidenziali, Milano, A. Mondadori, 1989. ISBN 88-04-32518-6.
- L'età del desiderio, Milano, A. Mondadori, 1990. ISBN 88-04-33919-5.
- Milanesi si diventa, Milano, A. Mondadori, 1991. ISBN 88-04-34537-3.
- Trussardi. Memorie per servire alla storia della Casa Trussardi, con Francesco Alberoni, Milano, Ricci, 1991.
- Le donne di una vita, Milano, A. Mondadori, 1993. ISBN 88-04-37126-9.
- Amare Milano, Milano, A. Mondadori, 1994. ISBN 88-04-38915-X.
- Cerchi nell'acqua, Milano, A. Mondadori, 1995. ISBN 88-04-39314-9.
- La città e gli inganni, Milano, A. Mondadori, 1995. ISBN 88-04-39843-4.
- Navigli, Milano, A. Mondadori, 1995. ISBN 88-04-40229-6.
- Porta Romana bella, Milano, A. Mondadori, 1997. ISBN 88-04-42745-0.
- Nostalgia di Milano, Milano, A. Mondadori, 1997. ISBN 88-04-42970-4.
- L'amore immaginario, Milano, A. Mondadori, 1998. ISBN 88-04-44697-8.
- Racconti d'amore, Milano, A. Mondadori, 1999. ISBN 88-04-46056-3.
- Il dizionario di Milano. Tutta Milano dalla A alla Z. Dalle origini al Duemila, Firenze, Le Lettere, 2000. ISBN 88-7166-533-3.
- Tracce dell'anima, Milano, Mondadori, 2000. ISBN 88-04-47485-8.
- Il dizionario della pittura italiana. Dai primitivi ai nostri giorni, Firenze, Le Lettere, 2002. ISBN 88-7166-649-6.
- Casta diva, Milano, Mondadori, 2003. ISBN 88-04-51213-X.
- Il dizionario della Lombardia. La Lombardia moderna dalla A alla Z, prefazione di Roberto Formigoni, Firenze, Le Lettere, 2004. ISBN 88-7166-731-X.
- Polvere di stelle, Milano, Mondadori, 2005. ISBN 88-04-54477-5.
- Scrittore in Milano, Belluno, Colophon, 2006.
- Gridando: "Avanti Savoia!", Milano, Mondadori, 2007. ISBN 978-88-04-57304-3.